# 内藤就幸
内藤 就幸（ないとう なりゆき）は、江戸時代初期の長州藩士。父は内藤元幸。

## 生涯
元和7年（1621年）、内藤元幸の次男として生まれる。毛利秀就の加冠により元服し、「就」の偏諱を与えられて就幸と名乗った。
以後は長州藩士として毛利秀就・綱広・吉就・吉広に仕え、元禄14年（1701年）1月26日に81歳で死去した。